# Petterchernes tuberculatus
Petterchernes tuberculatus är en spindeldjursart som beskrevs av Volker Mahnert 1994. Petterchernes tuberculatus ingår i släktet Petterchernes och familjen blindklokrypare. Inga underarter finns listade i Catalogue of Life.